# Maria van Riebeeck

Maria van Riebeeck

Maria van Riebeeck (urodzona jako Maria de la Quellerie) (ur. w 1629, zm. 1664) – żona Jana van Riebeecka, holenderskiego administratora kolonialnego i pierwszego komandora osady w Kapsztadzie.
Małżeństwo zostało zawarte 28 marca 1649 roku w Schiedam w Holandii. Para miała ośmioro dzieci, większość z nich zmarło w młodym wieku.
Maria zmarła w Malakkce, 2 października 1664 roku, w wieku 35 lat.
Południowoafrykańska łódź podwodna, SAS Maria van Riebeeck, została nazwana na jej cześć.